# 韩梅 (1962年)
韩梅（1962年8月—），女，苗族，云南威信人，中华人民共和国政治人物，中国共产党党员，第十三届全国人民代表大会云南省代表。

## 生平
2018年，韩梅被选为云南省出席第十三届全国人民代表大会代表。